# Vexed
Vexed ist eine italienische Thrash-Metal-Band aus Mailand, die 1996 gegründet wurde.

## Geschichte
Die Band wurde 1996 von dem Sänger Michele „Mik“ F. gegründet. 1999 erschien daraufhin die EP Abyss of Agony, von der 400 Kopien verkauft wurden und 450 weitere als Promomaterial verbreitet wurden. Im Jahr 2000 wurden weitere Lieder von John von Necrodeath im Dynabyte Studio aufgenommen und von diesem auch abgemischt. Diese Songs waren für weitere Promozwecke gedacht. 2001 erschien die EP Blood upon the Void bei Anger Music. Im selben Jahr wurde Material für eine Split-Veröffentlichung mit Hatework aufgenommen. Im Jahr 2002 erschien die EP erneut, dieses Mal in Form einer Split-Veröffentlichung über Deathstrike Records mit der brasilianischen Band Farscape. Im selben Jahr wurde das Debütalbum Endless Armageddon bei Witchhammer Productions veröffentlicht. 2003 wurde das zweite Album aufgenommen, das den Namen Nightmare Holocaust trägt und im selben Jahr bei Witches Brew Records veröffentlicht wurde. Als Gastmusiker ist hierauf John von Necrodeath im Lied Blashemer, einer Coverversion des Sodom-Liedes, zu hören. Im selben Jahr erschien außerdem die Split-Veröffentlichung Nuclear Babylon / Bastard mit Hatework bei Dream Evil Records. Bereits im folgenden Jahr wurde das dritte Album Destruction Warfare aufgenommen und bei Witches Brew Records im selben Jahr veröffentlicht. Es enthält unter anderem eine Coverversion von Destructions Total Desaster. Nach fünf Jahren in Vexed verließ der Gitarrist Claud 2005 die Besetzung. 2006 wurde das nächstes Album, das Hellblast Extinction betitelt ist, aufgenommen und veröffentlicht. Zudem wurden Konzerte für eine geplante Veröffentlichung einer DVD aufgenommen. Beide Veröffentlichungen waren zur Feier des zehnjährigen Bandbestehens gedacht. 2008 erschien das Box-Set Violent Blast Metal, das alle bisherigen Veröffentlichungen sowie seltenes Material enthält. 2012 und 2016 erschienen mit Void MMXII und Legion Deathblood über Punishment 18 Records zwei weitere Alben. In ihrer Karriere trat die Gruppe bisher auf verschiedenen Festivals und in verschiedenen Clubs in Europa auf und spielte dabei unter anderem zusammen mit Destruction, Tankard, Bulldozer, Schizo, Agent Steel, Sabbat, Impaled Nazarene, Sinister, Enthroned, Aura Noir, Raw Power, Dismember, Necrodeath, Watain, Omen, Virgin Steele, Desaster, Pentacle, Nocturnal, Warhammer, Opera IX, Mortuary Drape, Negură Bunget, Anael, Horrid, Doomsword, Hatework, The Vision Bleak, HyadesMorrigan, Devil Lee Rot und Autopsy Torment.

## Stil
In seiner Rezension zu Nightmare Holocaust ordnete EvilG von metal-rules.com die Band dem Thrash Metal zu. Dabei orientiere sie sich vor allem am europäischen Stil der 1980er Jahre, wie ihn auch Sodom, Kreator und Destruction gespielt hätten. Der Gesang bestehe aus Screams, die er als unangenehm empfand, und die mit denen von älteren Kreator-Veröffentlichungen zu vergleichen seien, wobei sie bei Vexed etwas höher seien. Das titelgebende Lied enthalte ein Solo, bei dem willkürlich gewählte Noten gespielt würden, was auch an Kreator erinnere. Der Song Death Justice lasse auch einen Vergleich zu älteren Kreator zu. Marcel Rapp von Powermetal.de schrieb zu Void MMXII, dass hierauf Thrash Metal zu hören ist, der aber auch durch Death Metal und Hardcore Punk beeinflusst werde. Er empfahl die Musik Fans von Annihilator.

## Diskografie
- 1999: Abyss of Agony (EP, Eigenveröffentlichung)
- 2001: Blood upon the Void (EP, Anger Music)
- 2001: Italian Thrash Metal Assault (Split mit Hatework, Eigenveröffentlichung)
- 2002: Endless Armageddon (Album, Witchhammer Productions)
- 2002: Promo 2002 (Demo, Anger Music)
- 2002: Farscape / Vexed (Split mit Farscape, Deathstrike Records)
- 2003: Nightmare Holocaust (Album, Witches Brew Records)
- 2003: Nuclear Babylon / Bastard (Split mit Hatework, Dream Evil Records)
- 2004: Destruction Warfare (Album, Witches Brew Records)
- 2006: Hellblast Extinction (Album, Ashen Productions)
- 2006: Hellblasting Revenge (Split Hatework, Hell in a Cell und Alea Jacta, Ashen Productions)
- 2008: Violent Blast Metal (Box-Set, Eigenveröffentlichung)
- 2012: Behind the Trenches / Collection Blood (Split mit Paraxite, Eigenveröffentlichung)
- 2012: Void MMXII (Album, Punishment 18 Records)
- 2016: Legion Deathblood (Album, Punishment 18 Records)